# Rơ Chăm Phiang
Rơ Chăm Phiang hay Rơ Chăm Pheng (sinh ngày 10 tháng 8, 1960) ở xã Ia Pnôn, huyện Đức Cơ, tỉnh Gia Lai. Bà là nghệ sĩ nhân dân, người Gia Rai. Bà hiện là giảng viên Trường cao đẳng nghệ thuật quân đội. Bà tốt nghiệp khóa thanh nhạc chính quy tại Nhạc viện Hà Nội và giành học bổng tu nghiệp tại Nhạc viện Tchaikovsky thuộc Liên Xô cũ. Rơ Chăm Phiang đã tham gia nhiều cuộc thi hát và đã được huy chương vàng toàn quốc (1980-1992). Sở trường của bà là dân ca và tình ca Tây Nguyên. Bà được Nhà nước phong tặng danh hiệu Nghệ sĩ nhân dân vào năm 2019.
Rất nổi tiếng với các bản:
- Bóng cây Kơ-nia của Phan Huỳnh Điểu
- Bài ca hy vọng của Văn Ký
- Cánh chim báo tin vui của Đàm Thanh
- Tháng ba Tây Nguyên của Văn Thắng
- Lời ru trên nương của Trần Hoàn

Hiện bà sống với chồng con và đi hát lẫn giảng dạy tại Hà Nội.